# Frances Haugen
Frances Haugen   (Iowa City, 1983 ↔ 1984) és una gerent de productes i alertadora estatunidenca. Haugen que treballava d'ençà del 2019 per Facebook va revelar de manera anònima els problemes inherents a l'ús de dades i a les fallades en el control del contingut de Facebook mitjançant fuites de documents de la companya que es van utilitzar per a publicar diversos articles al Wall Street Journal al setembre del 2021.
La seva identitat es féu pública arran de la difusió d'un documental a la sèrie 60 minutes del canal de televisió CBS el 3 d'octubre de 2021. La reveladora ha de testimoniar davant del Congrés dels Estats Units el 5 d'octubre.